# Engin Atsür
Engin Atsür (* 2. April 1984 in Istanbul) ist ein türkischer Basketballnationalspieler deutscher Abstammung, auf der Position des Point Guards, der seit 2016 beim deutschen Basketballverein Alba Berlin spielt.

## Werdegang
Der Sohn einer deutschen Mutter und eines türkischen Vaters, besuchte das französische Saint-Benoit-Gymnasium in Istanbul und hat Basketball beim Club Efes Pilsen Istanbul begonnen. Er spielte College-Basketball in den USA in der Atlantic Coast Conference (ACC) für die North Carolina State University in den Jahren 2003–2007, an der er sein BWL-Studium absolviert hat. An der North Carolina State University war er der 33. Spieler mit mehr als 1000 Punkten, er erzielte 1181 Punkte. Außerdem war er an der Uni Zweitbester Drei-Punkte-Schütze, Viertbester in gespielten Minuten (3.838 min-119-Spiele, 32,3 Minuten pro Spiel) und erzielte 9,9 PPG.
Bei den Europameisterschaften 2002 für Junioren in Deutschland spielte Atsür mit 22,3 Punkten Durchschnitt per Spiel und wurde in das All-Tournament First Team des Turniers als bester Shooting Guard gewählt. Seit den Weltmeisterschaften 2006 in Japan ist er Stammspieler der türkischen A-Nationalmannschaft.
Atsür unterzeichnete seinen ersten Profivertrag mit dem italienischen Club Benetton Treviso am 30. Juni 2007. Nach einer Saison in Italien wechselte er zu Efes Pilsen Istanbul. Für die Saison 2009/10 wechselte Atsür zu Besiktas Istanbul. Nach einer Saison bei Besiktas wurde er für die Saison 2010/2011 vom türkischen Champion Fenerbahçe Ülker engagiert.
In der Saison 2012–2013 wechselte Atsür zu Galatasaray Istanbul und wurde 2013 mit seinem neuen Team Champion der türkischen Liga. Zur Saison 2016/17 wechselte Atsür in die Basketball-Bundesliga zu Alba Berlin.